# Burr Trail

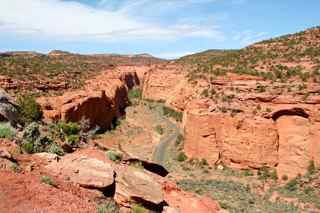
Burr Trail im Long Canyon

Der Burr Trail – mit vollem Namen Burr Trail Scenic Backway – ist eine historische Überlandverbindung im Garfield County im Bundesstaat Utah.

## Verlauf
In Boulder an der Utah State Route 12 beginnend, verläuft der erste Teil der 68 Meilen (109 Kilometer) langen Strecke in südöstlicher Richtung im Tal des Deer Creek östlich der Duffrey Mesa. Bereits weniger als eine Meile nach dem Abzweig von der State Route wird die Grenze des Grand Staircase-Escalante National Monument erreicht. Nach der Überquerung des Deer Creek wendet sich die Straße nach Osten und führt in einer scharfen Kurve in den Long Canyon, der auf einer Distanz von 11 Kilometern zwischen Rattlesnake Bench und King Bench verläuft. Nachdem diesem Canyon in nordöstlicher Richtung gefolgt wurde, tritt er durch eine Lücke des Circle Cliffs in die White Canyon Flat ein, durch die in südöstlicher Richtung der letzte Abschnitt in diesem Nationalmonument durchquert wird. Unmittelbar nach dem Überschreiten der Grenze zum Capitol Reef Nationalpark endet die Bitumendecke, der restliche Verlauf der Strecke im Nationalpark einschließlich der Burr Trail Switchbacks ist unbefestigt. Die Piste durchquert den Waterpocket Fold und verläuft, dem Verlauf der Notom-Bullfrog-Road und der Utah State Route 276 in südlicher Richtung folgend, zu ihrem Endpunkt in Bullfrog in der Glen Canyon National Recreation Area.

## Geschichte
Die Verbindung zwischen dem Mündungsgebiet des Bullfrog Creek und des Halls Creek in den Colorado River ist nach dem Siedler John Atlantic Burr benannt, der diese Strecke seit 1876 für den Viehtrieb zwischen hochgelegenen Sommerweiden nahe Boulder und Winterweiden im Tal des Colorado River nutzte.